# يان بينو سولير
يان بينو سولير (بالإسبانية: Ian Pino Soler) (23 يناير 1996 ببارتس دي يوسانس في إسبانيا - ) هو لاعب كرة قدم إسباني في مركز الدفاع. لعب مع نادي فولهام ونادي مالقا.

## وصلات خارجية
- يان بينو سولير على موقع قاعدة بيانات كرة القدم.إي يو (الإنجليزية)
- يان بينو سولير على موقع Soccerway.com (الإنجليزية)
- يان بينو سولير على موقع عالم كرة القدم.نت (الإنجليزية)